# Премия Гильдии художников-постановщиков США
Премия Гильдии художников-постановщиков США (англ. ADG Excellence in Production Design Award) — ежегодная премия, присуждаемая Гильдией художников-постановщиков США за лучшие достижения в области художественного оформления голливудских картин и популярных сериалов.

## Категории премии

### Полнометражные фильмы
- Лучший художник-постановщик в фильме с привязкой к определенной исторической эпохе
- Лучший художник-постановщик в фэнтези-фильме
- Лучший художник-постановщик в фильме с действием в современности

### Телевидение
- Лучший художник-постановщик в сериале с привязкой к определенной исторической эпохе, или сериале в жанре фэнтези, снятом одной камерой (часовой хронометраж)
- Лучший художник-постановщик в современном сериале, снятом одной камерой (часовой хронометраж)
- Лучший художник-постановщик в телефильме или мини-сериале
- Лучший художник-постановщик в сериале, снятом одной камерой (получасовой хронометраж)
- Лучший художник-постановщик в сериале, снятом несколькими камерами